# Killer’s Bodyguard 2
Killer’s Bodyguard 2 (Originaltitel: The Hitman’s Wife’s Bodyguard) ist eine US-amerikanische Actionkomödie von Regisseur Patrick Hughes, die am 16. Juni 2021 in die US-amerikanischen Kinos kam. Es handelt sich um eine Fortsetzung zum Film Killer’s Bodyguard aus dem Jahr 2017.

## Handlung
Bei einer Mission an der Amalfiküste muss das Trio rund um Darius Kincaid, seine Frau Sonia und Michael Bryce die Zukunft von Europa retten und dafür einen Fanatiker mit Nationalstolz stoppen.

## Produktion
Nachdem Killer’s Bodyguard bei einem Budget von rund 30 Millionen US-Dollar weltweit mehr als 180 Millionen US-Dollar einspielen konnte, wurde eine Fortsetzung mit dem Originaltitel The Hitman’s Wife’s Bodyguard von der Produktionsfirma Millennium Films im Rahmen der Internationalen Filmfestspiele von Cannes 2018 beworben. Gleichzeitig wurde Tom O’Connor erneut als Drehbuchautor des Filmes bekanntgegeben, nachdem er zuvor bereits den ersten Teil schrieb. Außerdem wurde er beim Schreibprozess von Phillip und Brandon Murphy unterstützt. Im November desselben Jahres sicherte sich Lionsgate die US-amerikanischen Vertriebsrechte, während Millennium Films die weltweite Vermarktung übernahm. Außerdem wurde die Rückkehr von Patrick Hughes auf den Regiestuhl sowie von Ryan Reynolds, Samuel L. Jackson und Salma Hayek in ihren bekannten Rollen verkündet. Des Weiteren fungierten Les Weldon, Matthew O’Toole und Yariv Lerner als Produzenten. Im März 2019 schlossen sich schließlich auch Frank Grillo, Morgan Freeman, Tom Hopper, Antonio Banderas sowie Richard E. Grant der Besetzung an. Banderas verkörpert dabei den Bösewicht des Filmes.
Die Dreharbeiten begannen am 3. März 2019 in London. Als Kameramann fungierte dabei Terry Stacey. Anfang April 2019 begannen Filmaufnahmen in der Hafenstadt Rovinj in Kroatien, die als Kulisse für eine italienische Stadt diente. Zuvor wurde eine kroatische Agentur damit beauftragt, Vorschläge für Drehorte in Kroatien, Italien, Slowenien und Serbien zusammenzutragen. Ein Teil des Produktionsteams besichtigte daraufhin weite Teile von Kroatien, so unter anderem die Inseln Vis, Biševo und Hvar, einige Orte in Slowenien und die Region rund um das italienische Triest, bevor schließlich Kroatien als Drehort auserkoren wurde. Im Anschluss erfolgten Aufnahmen in Zagreb sowie Karlovac, in Pisarovina für elf Tage, in der Hafenstadt Rijeka für sieben Tage, wo allerdings nur die Second Unit drehte, in Motovun an der Mirna für zehn Tage, am Limski-Kanal für fünf Tage, in Buje für zwei Tage und auf Bisevo sowie in Vodnjan für jeweils einen Tag. Die insgesamt 49-tägige Produktion in Kroatien erhielt über regionale Anreizprogramme eine Förderung von bis zu 30 % der durch Einsatz kroatischer Arbeitskräfte sowie lokal bezogene Lieferungen und Leistungen angefallenen Produktionskosten, wofür im Gegenzug über 220 Filmschaffende und weitere 760 Statisten aus der Region beschäftigt wurden. Einige dieser kroatischen Crewmitglieder waren zuvor auch bei den Dreharbeiten in London beteiligt. Ebenso kamen große Teile des Equipments aus Kroatien, weitere Ausrüstung wurde aus den Nu Boyana Film Studios in Sofia bezogen. Weitere Aufnahmen erfolgten Berichten zufolge in Italien, Bulgarien und den Niederlanden. Am 24. Mai 2019 wurden die Dreharbeiten abgeschlossen.
Ein offizielles Filmposter wurde von Hayek am 10. Juni 2020 veröffentlicht. Ein Trailer erschien am 13. April 2021. Der Film sollte ursprünglich am 28. August 2020 in die US-amerikanischen Kinos kommen. Im Zuge der COVID-19-Pandemie wurde der US-Starttermin allerdings zunächst um ein Jahr auf den 20. August 2021 verschoben und später auf den 16. Juni 2021 vorgezogen. Der deutsche Kinostart sollte hingegen erst am 19. August 2021 erfolgen, bevor der Kinostart nochmal auf den 26. August 2021 verschoben wurde.
Von dem Film existieren zwei Schnittfassungen, die beide international verbreitet sind. In den deutschen Kinos ist der Film 116 Minuten lang, während in den Vereinigten Staaten und Kanada eine 100-minütige Fassung im Umlauf ist.

## Synchronisation
| Rolle                  | Schauspieler      | Synchronsprecher         |
| ---------------------- | ----------------- | ------------------------ |
| Michael Bryce          | Ryan Reynolds     | Dennis Schmidt-Foß       |
| Darius Kincaid         | Samuel L. Jackson | Engelbert von Nordhausen |
| Sonia Kincaid          | Salma Hayek       | Christin Marquitan       |
| Bobby O’Neill          | Frank Grillo      | Thomas Nero Wolff        |
| Magnusson              | Tom Hopper        | Frank Schaff             |
| Seifert                | Richard E. Grant  | Frank Röth               |
| Aristotle Papadopoulos | Antonio Banderas  | Bernd Vollbrecht         |
| Michael Bryce Senior   | Morgan Freeman    | Jürgen Kluckert          |

## Kritiken
Bei Rotten Tomatoes fielen 26 % der 80 Kritiken positiv aus, während der Film auf Metacritic basierend auf 26 Kritiken einen Metascore von 33 von 100 möglichen Punkten erreichte.
Laut mehrfach übernommener dpa-Kritik ist der Plot „mit der heißen Nadel gestrickt“ und wirkt Antonio Banderas in der Rolle des griechischen Despoten „wie die schlechte Version eines auf den letzten Drücker umbesetzten James Bond-Bösewichts“. Letztendlich sei es vor allem aber Salma Hayek, die trotz einiger plumper Gossenwitze als Sonia mit ihrer schnoddrig-vulgären Art gefällt. TV Today urteilt, dass Salma Hayek schon nach kurzer Zeit „mächtig am Geduldsfaden zerrt“. Die im ersten Teil schon dürftige Handlung sei nun völlig hanebüchen und irrelevant. Der Film langweile mit meist vorhersehbaren, lahmen Witzen.